# Гоша нагара
Гоша́ нагара́ (азерб. qoşanağara) — азербайджанский ударный музыкальный инструмент в виде парных литавр. Названия в других странах: нагара́ (Армения), наккара, нагора́ (Узбекистан, Таджикистан), диплипи́то (Грузия), на́гара (Индия).
С азербайджанского языка гоша нагара переводится как «пара барабанов». Слово нагара или наккара происходит из арабского.
Под названием нагара существует другой вид ударного инструмента в виде двустороннего барабана.

## Описание
Гоша нагара представляет собой две связанные между собой глиняные или деревянные литавры различной величины, обтянутые сверху козьей кожей, которую для лучшего звучания перед игрой нагревают на солнце или над огнём. Ударяют по ней деревянными палочками. Диаметр мембраны малого барабана 11—14 см, большого — 24—28 см.
Играют на гоша-нагаре, ставя её на пол или на специальный столик. Инструмент, в основном маленьких размеров, используют в составе народных ансамблей.